# Zares
Zares – słoweńska socjalliberalna partia polityczna o profilu socjalliberalnym, działająca od 2007 do 2015.

## Historia
Zares powstał na skutek rozłamu w Liberalnej Demokracji Słowenii, zainicjowanego przez byłego ministra gospodarki Mateja Lahovnika, który z pięcioma innymi posłami (w tym byłym ministrem środowiska Pavlem Gantarem) powołał nową frakcję. Przewodniczącym partii został były sekretarz generalny liberałów, Gregor Golobič. Partia przystąpiła do ELDR, została też obserwatorem w Międzynarodówce Liberalnej.
W 2007 Zares wsparł kandydaturę Danila Türka na urząd prezydenta. W pierwszych wyborach krajowych w 2008 partia zajęła trzecie miejsce z wynikiem 9,4% głosów i 9 mandatami w Zgromadzeniu Narodowym. Ugrupowanie weszło w skład centrolewicowej koalicji rządowej Boruta Pahora, a jego lider objął urząd ministra szkolnictwa wyższego i nauki.
W 2009 kandydat Zaresu, Ivo Vajgl, zdobył jeden z siedmiu słoweńskich mandatów w Parlamencie Europejskim. Partia opuściła rząd w 2011. W tym samym roku w wyborach parlamentarnych z wynikiem 0,7% znalazła się poza parlamentem krajowym. W 2012 nowym liderem został Pavel Gantar, a w 2014 funkcję tę objęła Cvetka Ribarič Lasnik. Partia została rozwiązana w 2015 (z rejestru partii politycznych wykreślono ją formalnie w 2024).